# Auxances
Auxances (lub Auxance) – rzeka we Francji, przepływająca przez tereny departamentów Deux-Sèvres oraz Vienne, o długości 75,7 km. Stanowi dopływ rzeki Clain.